# Tramwaje w Rouen

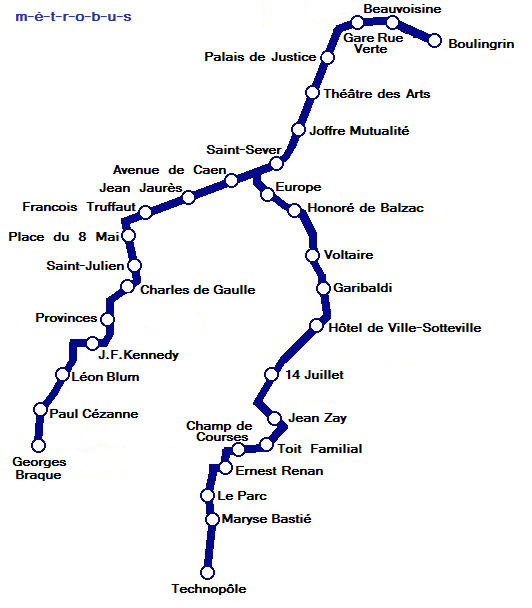
Schemat sieci tramwajowej w Rouen

Tramwaje w Rouen - sieć tramwajowa w miejscowości Rouen w departamencie Sekwana Nadmorska we Francji. Jest to druga sieć tramwajowa w tym mieście, pierwsza działała w latach 1877-1953. Obecna sieć zainaugurowała działanie w roku 1994 i składa się z dwóch linii o łącznej długości 15,1 km. Potocznie nazywana jest „metrem w Rouen” choć nie jest to metro w sensie technicznym. 

## Historia
Pierwszy tramwaj pojawił się w Rouen 29 grudnia 1877. Został częściowo zelektryfikowany w r. 1896 i następnych latach. Rouen jako jedno z pierwszych miast we Francji zastosował trakcję parową, jednak z powodu kosztów zaprzestano jej używania w r. 1884 i do czasu elektryfikacji używano tramwaju konnego. Ostatecznie sieć zlikwidowano w roku 1953.

## Współczesny tramwaj
Po likwidacji trolejbusów w Rouen w 1970 przyjęto koncepcję budowy początkowo metra a następnie tramwaju. Obecny system tramwajów w Rouen rozpoczęto budować w roku 1991 a pierwsza zaplanowana linia miała połączyć Saint-Étienne-du-Rouvray z Grand-Quevilly. Linia została otwarta 17 grudnia 1994 a trzy lata później przedłużona do Université du Madrillet.

## Kontrowersje w nazewnictwie
W popularnych przewodnikach, w internecie i w mowie potocznej system tramwajowy nazywany jest metrem. Taka jest również nazwa oficjalna. Historycznie ujmując, metro było pierwszym rozważanym projektem a nowo opracowywany system nazwano „Metrobus”, również w celu nadania mu nośności politycznej
Pierwsza zaprojektowana i oddana do użytku linia ma swój ponad dwukilometrowy odcinek pod ziemią i jest to również powód używania słowa metro. Jednak sieć nie jest metrem ani nawet premetrem w sensie technicznym, w języku francuskim nazywa się system w Rouen „półmetrem” (semi-métro).

## Tabor
Sieć obsługiwana jest przez sprzęt firmy Alstom.